# Interface serial

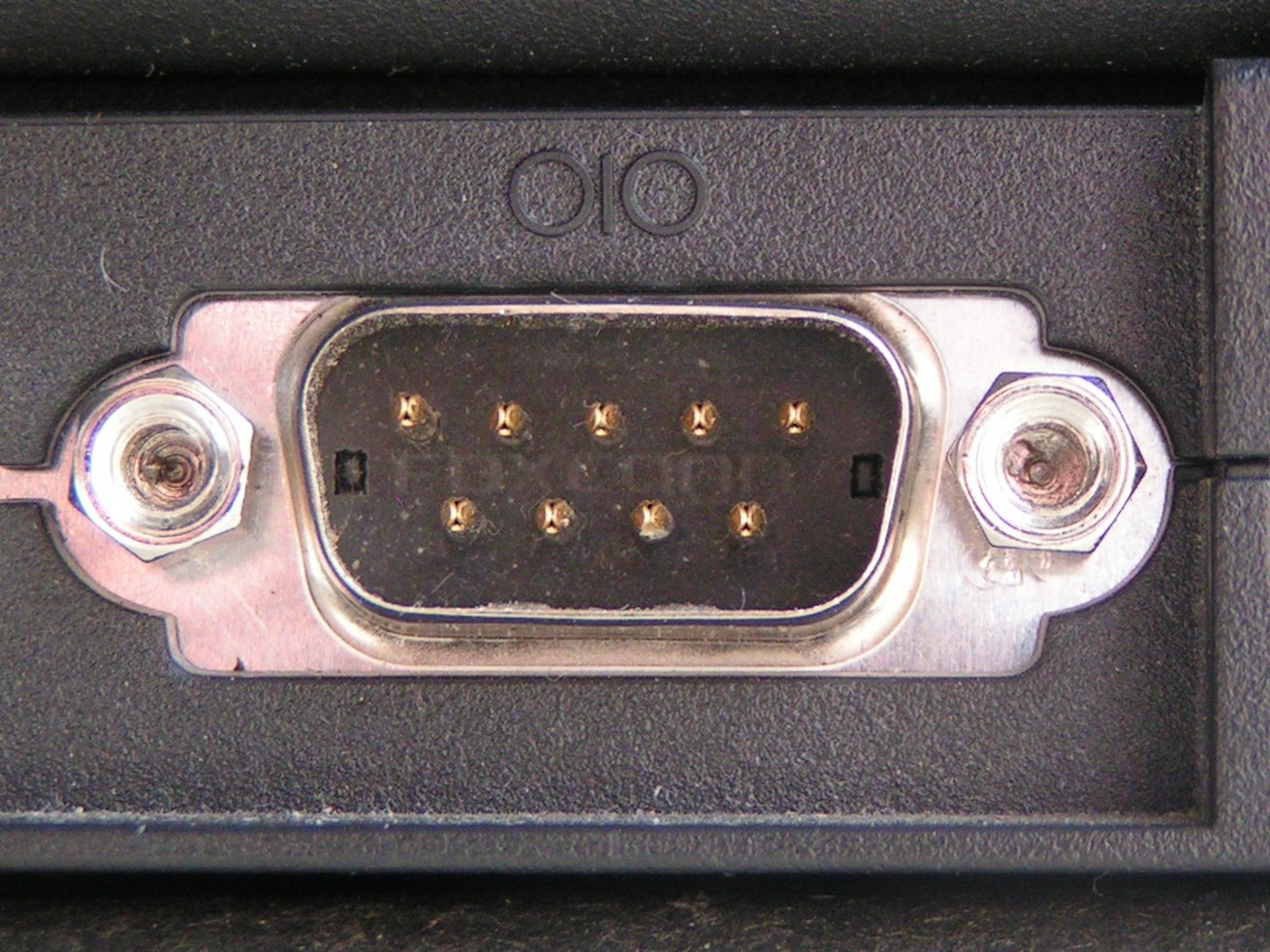
Um conector "macho" do tipo "DB" (DE-9) para porta série.

A interface serial ou porta serial, também conhecida como RS-232 é uma porta de comunicação utilizada para conectar pendrives, modems, mouses, algumas impressoras, scanners e outros equipamentos de hardware. Na interface serial, os bits são transferidos em fila, ou seja, um bit de dados de cada vez. O padrão RS-232 foi originalmente definido para uma comunicação por meio de 25 fios diferentes. A IBM ao utilizar o padrão para o seu projeto do IBM-PC, definiu que apenas 9 pinos seriam necessários. Todavia, manteve-se nos computadores o conector DB25, por ser um padrão da época.